# North Star (Delaware)
North Star je naseljeno područje za statističke svrhe u američkoj saveznoj državi Delaver. Prema popisu stanovništva iz 2010. u njemu je živjelo 7.980 stanovnika.